# Amalteja

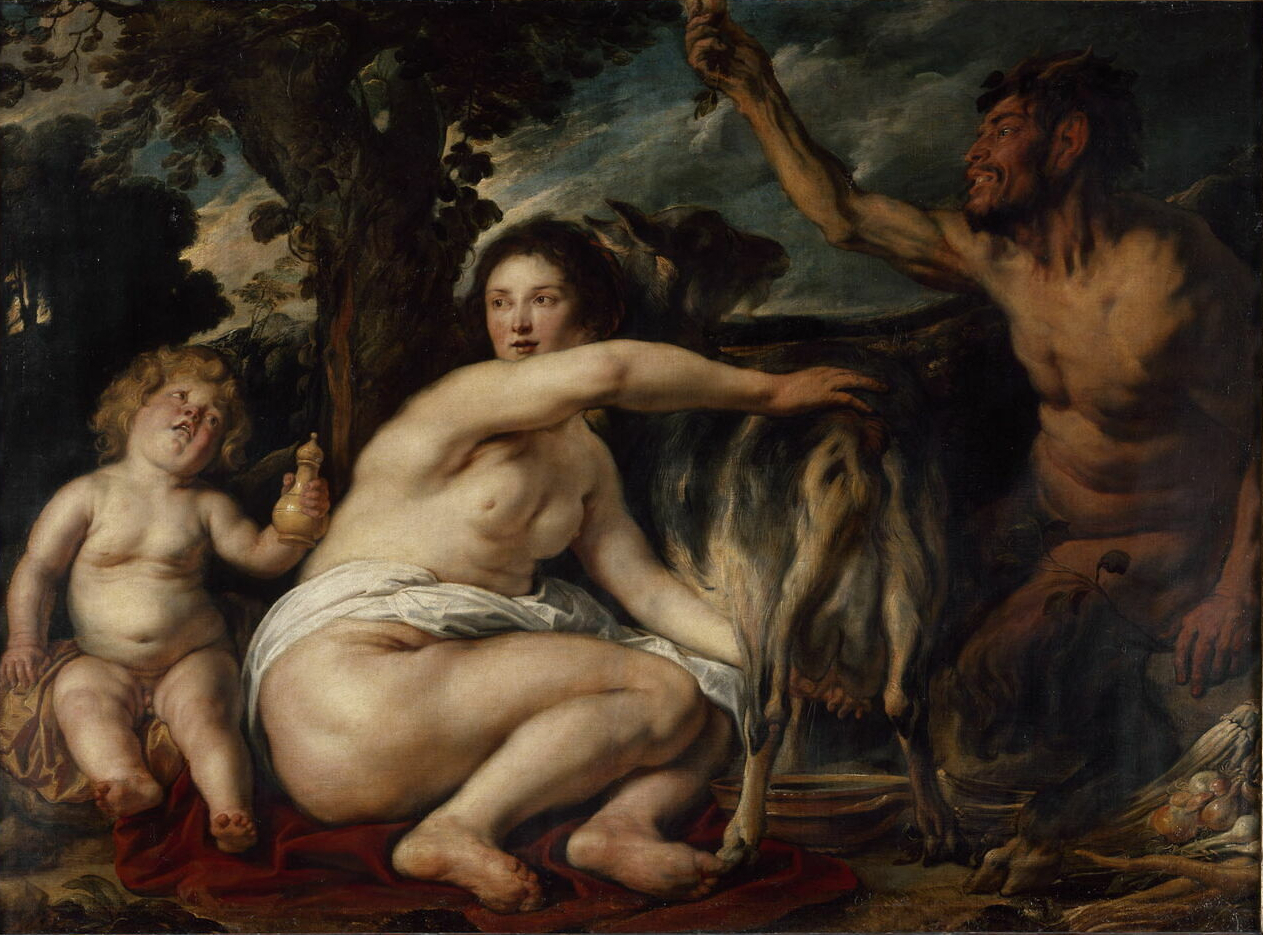
Amalteja

Amalteja (także Amaltea; gr. Ἀμάλθεια Amáltheia, łac. Amalthea) – w mitologii greckiej jedna z nimf; opiekunka Zeusa w dzieciństwie.
Uchodziła za córkę króla Krety. Opiekowała się Zeusem w czasie jego ukrycia w grocie na Krecie. Według innej wersji była to koza, która karmiła Zeusa, a jej złamany róg miał moc ciągłego napełniania się jedzeniem (tak zwany róg obfitości lub róg Amaltei). Ze skóry kozy Zeus sporządził egidę.
Imieniem nimfy (lub kozy) został nazwany jeden z księżyców Jowisza – Amaltea.